# Steintor (Loitz)

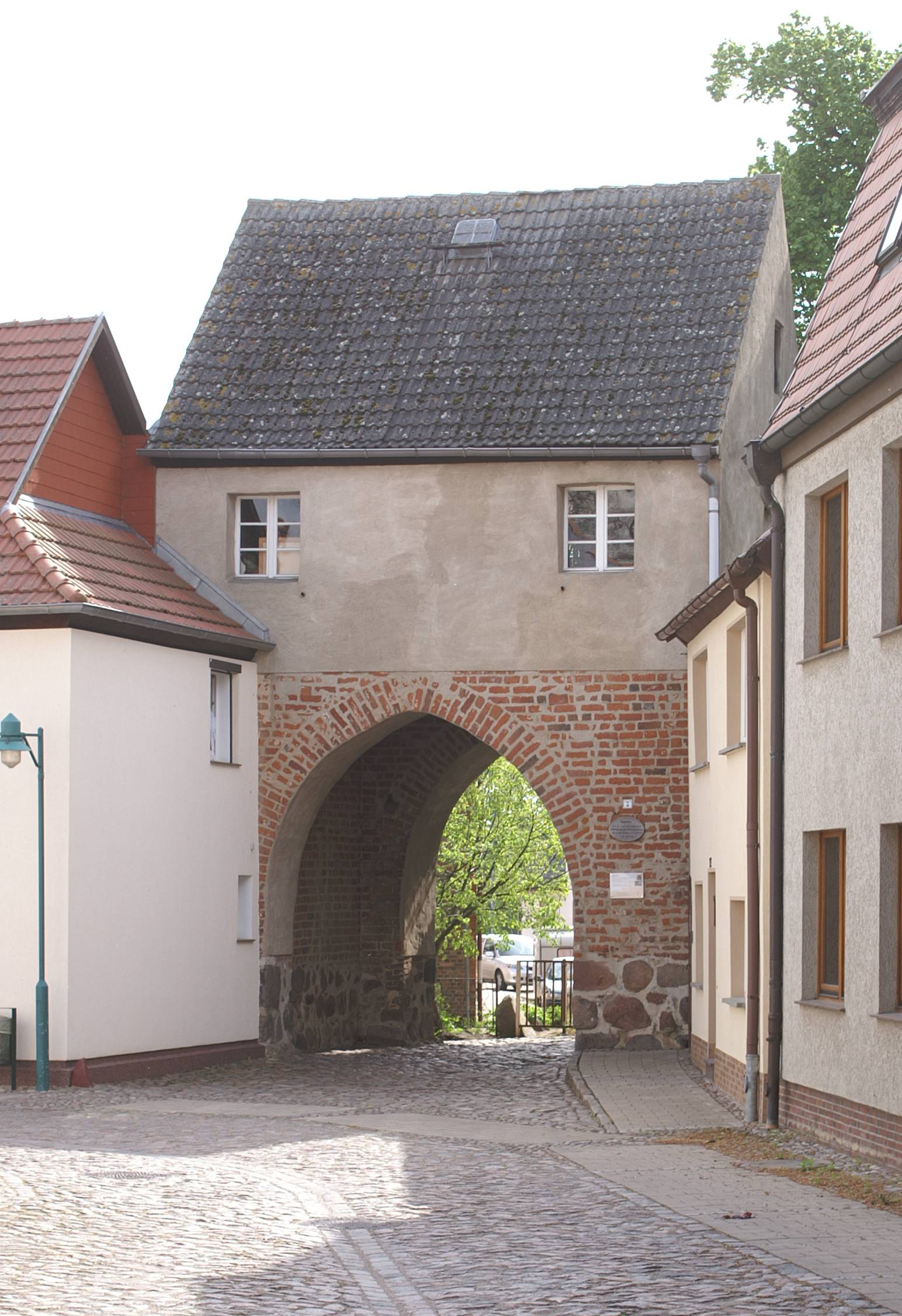

Das Steintor im Westen von Loitz (Straßen Steintor und Langestraße) stammt zum Teil aus dem 14. Jahrhundert. Das Gebäude steht zusammen mit Resten der Stadtmauer unter Denkmalschutz.

## Geschichte
Im Jahr 1242 wurde Loitz erstmals erwähnt, 1299 die Stadtkirche und 1314 das Schloss Loitz, das auch eine Festungsanlage war. Um diese Zeit wurde wohl auch die Kleinstadt mit dem lübischen Stadtrecht befestigt.
Das zweigeschossige, sanierte Steintor vom 14. Jahrhundert besteht aus dem Felssteinsockel, der gotischen, spitzbogigen Durchfahrt aus Backsteinen und dem verputzten Obergeschoss. Der erste Aufbau wurde 1701 durch einen Brand zerstört und danach ersetzt.
Auch Reste der mittelalterlichen Stadtmauer wurden ab 2019 saniert.